# Frühlingsgefühle (2013)
Frühlingsgefühle ist ein deutscher Fernsehfilm der Frühling-Fernsehserie von Thomas Jauch aus dem Jahr 2013. Er wurde am 24. Februar 2013 erstmals im ZDF ausgestrahlt.
Der Film führt die Geschichte der Dorfhelferin Katja Baumann, gespielt von Simone Thomalla, fort, die Familien in Notsituationen zur Seite steht. Es ist der vierte Film einer Reihe, in deren Mittelpunkt ein Dorf mit Namen Frühling und die Hilfseinrichtung „Hand in Hand“ stehen.
Marco Girnth ist in einer wiederkehrenden Rolle als Tierarzt Mark Weber besetzt und Carolyn Genzkow als Katjas Tochter Kiki. Die Haupt-Gaststars dieser Folge sind Jean-Yves Berteloot, Jan-Hendrik Kiefer, Petra Kelling und Paula Schramm.

## Handlung
Die Dorfhelferin Katja Baumann will sich im Krankenhaus einer Tetanusimpfung unterziehen. Dabei trifft sie zufällig auf Dr. Jules Thomé, der ihr auf den ersten Blick sympathisch ist. Obwohl ihr Vertrauen in Männer seit der Trennung von ihrem untreuen Ex-Mann einen Knacks bekommen hat, verliebt sie sich, was von ihrer 18-jährigen Tochter Kiki, die gerade ein Praktikum im Krankenhaus absolviert, sofort bemerkt wird.
Ein neuer Einsatz, den Katja über die Dorfhelferzentrale erhält, führt sie zu einem kleinen Gestüt, das von der vitalen Großmutter Therese Wagner geführt wird, die sich bei einem Treppensturz das Becken gebrochen hat und nun ausfällt. Neben den Pferden ist auch die bettlägerige Tochter zu versorgen, die seit einem tragischen Autounfall vom Hals ab gelähmt ist. Überrascht stellt Katja fest, dass es sich bei der Patientin um Susan Thomé handelt, die Ehefrau von Dr. Jules Thomé. Zur Familie gehört weiterhin die erwachsene Tochter Laura, eine aktive Springreiterin. Susan Thomé ist seit ihrem Unfall verbittert und hat mit dem Leben abgeschlossen. Missmutig tyrannisiert sie die gesamte Familie, die trotz allem versucht, ihr ihr schweres Schicksal erträglicher zu machen. So hat Laura ihretwegen ihre Hochzeit schon dreimal verschoben, was das Verhältnis zu ihren Bräutigam arg auf die Probe stellt.
Katja versucht sich gleich in die Arbeit zu stürzen, was ihr dank Lauras Hilfe schnell gelingt. Allerdings will Susan nichts von Katja wissen und weist sie aus ihrem Zimmer. Nach einem missglückten ersten Tag, muss Katja abends auch noch ihre Tochter Kiki trösten, die sich gerade mit ihrem Freund zerstritten hat.
Jules Thomé ist angenehm überrascht, die sympathische Katja als Hilfe im Haus zu haben. Er weiß, wie schwierig seine Frau ist, seit sie sich aufgegeben hat. Doch Katja kann die angespannte Lage, die alle anderen Familienmitglieder zu ertragen haben, nicht länger mit ansehen. Trotz des Verbotes von Susan ihr Zimmer zu betreten, geht Katja allein zu ihr und überschreitet damit ihre Kompetenzen. Sie erklärt ihr unmissverständlich, dass sie kämpfen müsse, weil sie mit ihrer Mutlosigkeit dabei sei, ihre gesamte Familie zu zerstören. Laura werde ihre Hochzeit nicht erneut verschieben und wie lange ihr Mann das noch aushalte, sei ihrer Meinung nach auch nur noch eine Frage der Zeit.
Resigniert will Katja den Thomés den Rücken kehren und ist darüber todunglücklich, zumal sie ihre Hoffnungen auf Jules begraben muss. Umso überraschter ist sie, als sie hört, dass Susan nach ihr verlangt hat. In einem Gespräch zwischen den beiden Frauen offenbart sie Katja ihre Gefühle und Ängste und öffnet sich ihr gegenüber, wie noch niemandem zuvor. Sie spricht von den Schuldgefühlen, die sie ihrem Mann gegenüber habe, der ihretwegen die Großstadt verlassen hat. Katja sei die erste gewesen, die es gewagt habe, ihr die Wahrheit so unverblümt ins Gesicht zu sagen und das habe ihr sogar gefallen. Und so lässt sie sich nicht nur auf das Experiment ein, über eine Physiotherapie etwas mehr Beweglichkeit zu erreichen, sondern unternimmt sogar mit Katja einen Ausflug mit einem Gleitschirm.
Als Therese aus dem Krankenhaus zurückkommt, ist sie überrascht über die Fortschritte, die Susan gemacht hat. Mit Erleichterung stellt sie fest, dass Susan ihre Verbitterung überwunden hat und wieder, so gut es ihr möglich ist, aktiv am Leben teilnimmt. Katja verabschiedet sich von Jules, der für sie unerreichbar bleibt, mit einem Kuss.

## Produktion
Die Episode wurde vom ZDF in Zusammenarbeit mit „Seven Dogs Filmproduktion“ und teamWorx Television & Film produziert und im Rahmen der ZDF-„Herzkino“-Reihe ausgestrahlt.

## Rezeption

### Einschaltquote
Bei seiner Erstausstrahlung am 24. Februar 2013 wurde Frühlingsgefühle in Deutschland von 6,10 Millionen Zuschauern gesehen, was einem Marktanteil von 16,30 Prozent entsprach. Bei der werberelevanten Zielgruppe der 14- bis 49-Jährigen waren es 7,7 Prozent der Zuschauer.

### Kritik
Rainer Tittelbach von tittelbach.tv kam zu dem Urteil: „Die Geschichte ist eine Spur romantischer und melodramatischer angelegt als zuletzt ‚Frühlingskinder‘. Liebesleid zieht sich durch die Handlung, leider auch ein Musikkonzept, das die Figuren und ihre Geschichte(n) verrät. Nur wenigen schönen Bild-Ideen kann der Sound nichts anhaben. […] Klug ist […] die Wiederkehr des Motivs Freiheit/Fliegen/Loslassen. Der filmischen Auflösung fehlt es allerdings ein bisschen an Unmittelbarkeit und Esprit. Für den nächsten ‚Frühling‘ wäre wieder mehr Erdung, Ehrlichkeit und emotionale Ernsthaftigkeit erwünscht.“
Die Kritiker der Fernsehzeitschrift TV Spielfilm urteilten: „Kein Funkenflug zwischen den Darstellern, unfertige Nebenrollen, Konflikte, die sich in Wohlgefallen auflösen: Alles bleibt Stückwerk.“ Fazit: „1-a-Problemkitsch, der keinen glücklich macht“.